# Vương Hi Chi
Vương Hi Chi (chữ Hán: 王羲之; 303 – 361), tự Dật Thiếu (逸少), hiệu Đạm Trai (澹斋), là nhà thư pháp nổi tiếng thời Đông Tấn trong lịch sử Trung Quốc. Về sau tham bái hữu quân tướng quân, nên còn được gọi là Vương Hữu Quân (王右軍).
Ông được nhìn nhận không chỉ là danh nhân thời Đông Tấn mà trong cả lịch sử Trung Quốc, nổi tiếng về thư pháp tuyệt kỹ, nên còn được xưng gọi là Thư thánh (書聖). Ông là một trong Mười vị thánh trong lịch sử Trung Quốc.

## Thân thế
Vương Hi Chi người Lang Tà quận, thuộc Kiều tính Sĩ tộc Lang Tà Vương thị (nay là huyện Lâm Nghi, Sơn Đông), cùng quê với Gia Cát Lượng. Sau gia đình ông di cư tới Sơn Âm (nay là Thiệu Hưng, Chiết Giang). Ông sinh ra trong gia đình có truyền thống thư pháp. Cha ông là Vương Khoáng (王旷), bác ông là Vương Đạo (王廙), Vương Bân (王彬) đều làm quan cao trong triều đình và giỏi thư pháp.
Vương Hi Chi sinh cuối thời Tây Tấn. Ông lớn lên thời loạn Ngũ Hồ thập lục quốc, gia đình chuyển xuống Giang Nam và làm quan nhà Đông Tấn.
Năm 323, bác họ Vương Hi Chi là Vương Đôn nổi loạn chống triều đình nên gia đình ông bị liên lụy và bị bắt giam. Sau này loạn Vương Đôn chấm dứt, gia đình ông được tha tội nhưng vụ việc tác động lớn đến tâm lý ông khiến ông không tha thiết với quan trường.
Năm 326, Vương Hi Chi bắt đầu làm quan, trải qua các chức vụ: Mật thư lang, Tham quân, Trưởng sử, Thứ sử Giang Châu, Ninh Viễn tướng quân, Hộ quân tướng quân, Hữu quân tướng quân, Nội sử Cối Kê. Do không nhiều chí tiến thủ để thăng tiến, ông từng được tiến cử làm chức Thị trung - một chức vụ gần Hoàng đế - nhưng Vương Hi Chi đã từ chối. Vì không thích ganh đua trên quan trường, sau khi làm Thứ sử Giang châu 1 năm, ông xin từ chức để chuyên tâm nghiên cứu thư pháp.
Trên lĩnh vực chính trị và quân sự thời loạn, Vương Hi Chi không có đóng góp lớn nhưng ông được người đời và hậu thế biết tới là một nhà thư pháp nổi danh bậc nhất Trung Quốc và được mệnh danh là Thư thánh (書聖).
Năm 361, vào thời Tấn Mục Đế, Vương Hi Chi qua đời, hưởng thọ 59 tuổi. Ông được triều đình truy tặng là Kim tử quang lộc đại phu, nhưng con cháu ông làm theo di chúc của ông đã kiên quyết từ chối, không nhận.

## Học thư pháp thành tài

### Thời thơ ấu

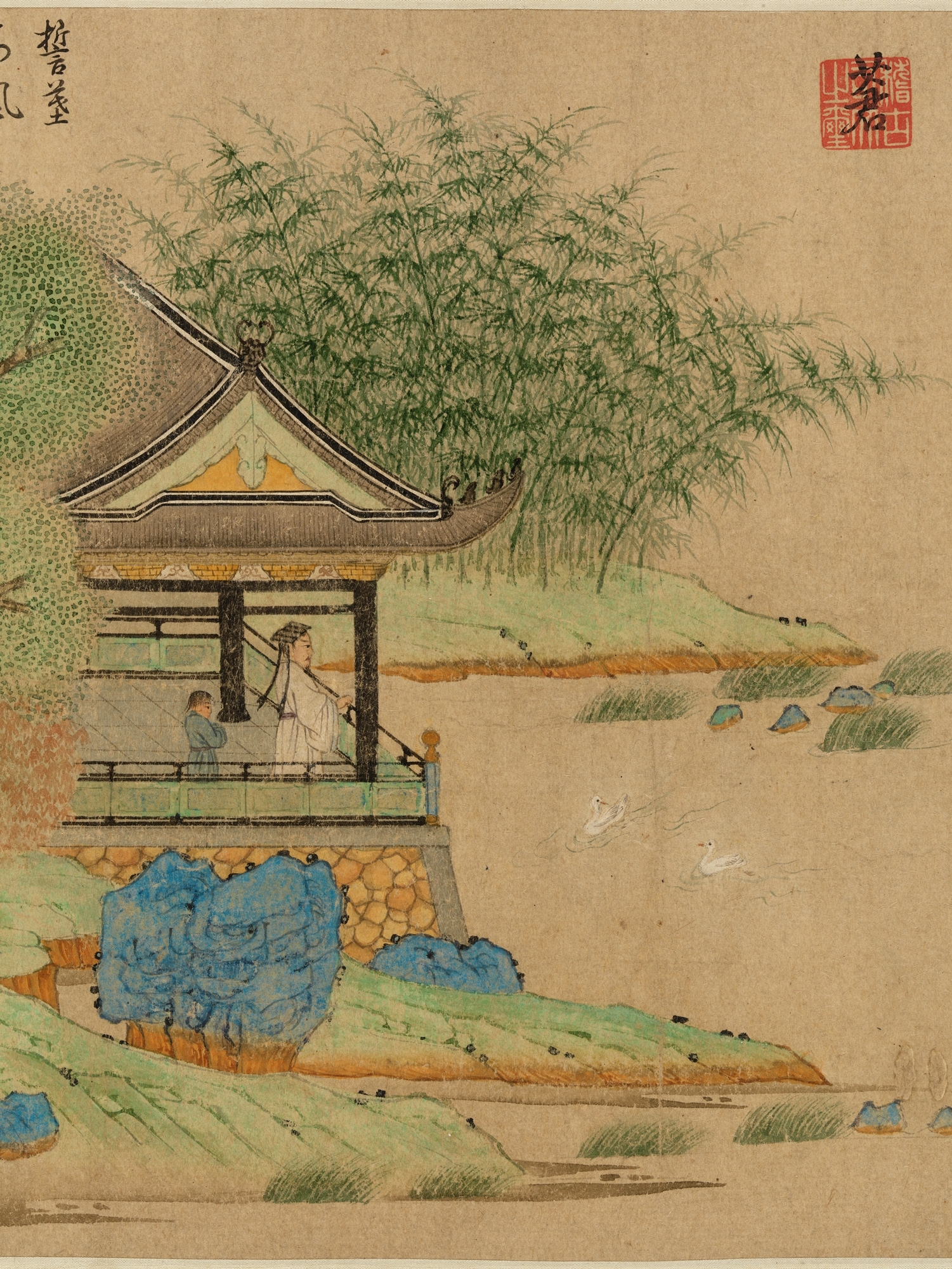
Hình Vương Hi Chi do họa sĩ Tiền Tuyển (钱选) thời Nguyên vẽ.

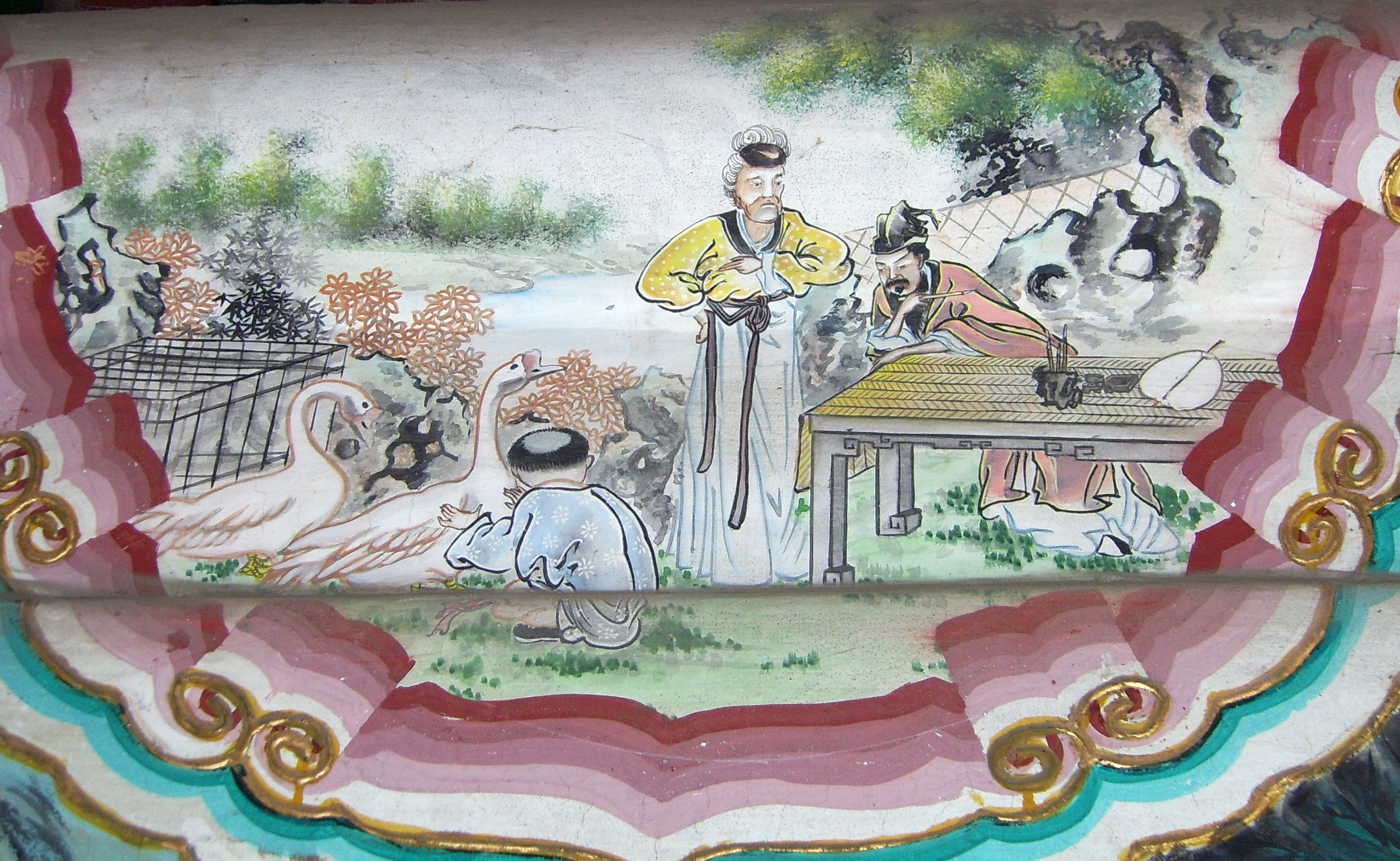

Từ nhỏ, Vương Hi Chi không giỏi biện thuyết, không tỏ ra có biệt tài gì, chỉ say mê thư pháp. Năm lên 7 tuổi ông đã theo Vệ phu nhân học chữ. Gia đình Vệ phu nhân vốn có truyền thống thư pháp: cha là đại thần Vệ Quán nhà Tây Tấn cùng anh trai bà là Vệ Hằng đều là những nhà thư pháp có tiếng đương thời.
Năm lên 11 tuổi, vô tình có lần ông thấy dưới gối cha có cuốn sách nói về nghệ thuật thư pháp của đời trước, Hi Chi bắt đầu chú ý. Nhân lúc cha ra khỏi phòng, Hi Chi thường vào lấy sách đọc trộm. Cha ông nghi ngờ nhưng chưa rõ con mình vào làm gì. Về sau, mẹ ông biết chuyện, khuyên đợi khi nào lớn cha sẽ truyền thụ cho. Hi Chi đáp rằng:
Con đã hiểu tường tận điều trong sách rồi, đợi khi con lớn e rằng đã muộn.
Cha Hi Chi thấy con còn nhỏ đã có chí, bèn dạy con học. Chỉ qua thời gian ngắn, thư pháp của ông đã tiến bộ vượt bậc. Vệ phu nhân xem chữ ông viết, nói với Vương Sách rằng:
Vương Hi Chi chắc chắn đã xem cuốn Dụng bút quyết, tôi thấy thư pháp của nó đã có cái trí của bậc lão thành rồi! Thằng nhỏ này sau ắt thành danh, chỉ e tên tuổi mình bị nó làm phai mờ thôi!
Sau đó, Hi Chi theo học người chú là Vương Tốc cũng là một nhà thư pháp giỏi.

### Khi trưởng thành
Lớn lên, Vương Hi Chi rất khâm phục bút pháp Công Khải thư của Chương Thảo mà nhiều người cho rằng kỳ diệu nhất khi đó. Ông đi chu du nhiều nơi, gặp các nhà thư pháp nổi tiếng khi đó như Lý Tư, Chung Dao, Trương Sưởng, Trương Chi..., thay đổi dần những hạn chế của mình và tiếp thu những tinh hoa của những người đi trước.
Trong số những người đã gặp, ông học được nhiều nhất ở Chung Dao và Trương Chi. Tiếp thu từ Chung Dao - người được coi là ông tổ của cách viết chữ Khải - Vương Hi Chi lược bớt những tồn tại của chữ Lệ, "thêm bớt xương thịt", nhấn mạnh vào nhuận sắc và "uyển thái nghiên hoa". Cách viết của Vương Hi Chi đã tạo ra một thể độc lập, khiến mọi người cho rằng thư pháp thời trước ông đều phế bỏ, thư pháp hiện tại do ông sáng lập.
Tiếp thu từ Trương Chi, ông khắc phục sự rời rạc, đứt đoạn giữa các chữ, khiến cho chúng trong nét đậm có nét mờ, nét gập; hoà tình cảm vào nét bút, nâng nghệ thuật viết thư pháp lên một tầm cao mới và được lưu truyền rộng rãi thời Đông Tấn.
Có ý kiến đưa ông ra so sánh với Chung Dao và Trương Chi và kết luận: so với Trương Chi thì hơn hẳn về khoáng đạt, phóng túng; so với Chung Dao thì trầm ổn, kín đáo có thừa. Thư pháp của Vương Hi Chi là kết hợp tinh tế giữa hai trường phái bảo thủ và phóng túng. Sự đa dạng trong thư pháp của ông làm vừa lòng rất nhiều người, đáp ứng được chuẩn mực cao nhất của thư pháp. Chính vì vậy, ông được người đương thời mệnh danh là "Thư thánh".
Để có sự tinh xảo trong thư pháp, Vương Hi Chi đã không ngừng khổ luyện. Với riêng một chữ "Vĩnh" (永), ông dùng tới 15 năm để luyện. Ông mải luyện tập tới mức quên ăn, quên ngủ. Người đời sau gọi kỳ tích này của ông bằng câu "dụng tâm thập ngũ niên, thủy công nhất vĩnh tự" (用心十五年始工一永字) với ý nghĩa "dụng tâm ròng rã 15 năm khởi đầu bằng một chữ vĩnh".

## Lý luận về thư pháp
Học thành tài, kiến thức lý luận về thư pháp của Vương Hi Chi cũng đạt đến mức uyên bác. Tổng hợp từ nhiều sách vở đã được đọc, ông viết thành nhiều cuốn sách lý luận nổi tiếng như: Đề Vệ phu nhân bút trận đồ hậu (Bàn luận về bút pháp của Vệ phu nhân trên bức tranh), Bút thế luận (Lý luận về thế bút), Dụng bút phú.
Qua nghiên cứu, ông cho rằng: viết bút pháp cũng như bày binh bố trận, biết vận dụng tốt sẽ thu kết quả; bút pháp cũng cần có "xảo", "nhẫn", dứt khoát, quyết đoán. Ông đặc biệt coi trọng ý bút: khi muốn viết phải mài mực trước; mài mực xong để tinh thần thư thái rồi nghĩ đến thế chữ, phải dự tính chữ lớn hay chữ nhỏ, nét đậm nét nhạt ra sao, liên kết với nhau như thế nào, sau đó mới đặt bút viết.
Thư pháp của Vương Hi Chi được đánh giá là thiên biến vạn hoá, lồng ý tưởng vào chữ. Ông cho rằng: bút lực phải sắc như dao, nhanh nhẹn biến hoá, hoặc trầm ổn tĩnh lặng. Ông lý giải: 
- Về cấu tạo chữ: Hai chữ hợp làm một, không được đứt đoạn, những nét trùng thì không quá dài, đơn mà không quá nhỏ, lặp mà không quá to; chữ lớn nên trong vòng giới hạn, chữ nhỏ nên phóng túng, rộng rãi.
- Về bố cục: Bất kỳ chữ gì hình dáng, biến hoá thế nào đều phải có sự tập trung câu mạch thông suốt, khí huyết lưu thông mới tạo ra được cái hồn cho tác phẩm.

Vương Hi Chi rất chú trọng học tập và rút kinh nghiệm từ người khác. Thành tựu thư pháp của ông đạt đến đỉnh cao nghệ thuật mà người đời sau cũng không đạt tới được. Từ thời Lục triều trở về sau, những tác phẩm thư pháp của ông có ảnh hưởng lớn đến các nhà thư pháp Trung Quốc.

## Tác phẩm
- Đề Vệ phu nhân bút trận đồ hậu
- Bút thế luận
- Dụng bút phú

Ngoài những tác phẩm trên thì tác phẩm nổi tiếng nhất mà ông để lại là Lan Đình tập tự. Đây là tác phẩm thể hiện tài năng của ông. Mùa hè năm 355, ông cùng một số nhà văn, nhà thơ tụ tập ở núi Cối Kê tại Lan Đình tránh nắng, cùng nhau uống rượu và làm thơ. Khi đó Vương Hi Chi cao hứng, lấy bút lông chuột viết lên giấy lụa, đó chính là tác phẩm Lan Đình.
Lan Đình tập tự được người đời ví như Mặt Trời, Mặt Trăng giữa bầu trời, được mệnh danh là "Thiên hạ đệ nhất hành thư", đến ngàn năm sau hậu thế vẫn thán phục.
Tương truyền Đường Thái Tông vì quá mê cuốn sách này, cho người đi khắp nơi truy tìm bản gốc. Cuối cùng tìm ra nhà sư Biện Tài là chủ nhân. Dù rất nhiều lần thuyết phục, thậm chí doạ nạt Biện Tài, vua Đường đành để Biện Tài mang sách về. Không cam chịu, Thái Tông sai một mưu sĩ là Tiêu Dực cải trang thành thư sinh đến kết bạn với Biện Tài. Khi đã thân quen, nhân một hôm Biện Tài đi vắng, Tiêu Dực bèn lấy trộm Lan Đình tập tự mang về cho vua Đường. Đường Thái Tông quý sách, khi chết không chôn theo mà sai để lại làm báu vật cho hậu thế (bản gốc hiện nay không còn nữa). Thanh Cao Tông cũng rất ngưỡng mộ Lan Đình tập tự.
Các con Vương Hi Chi cũng có nhiều người trở thành nhà thư pháp có danh tiếng thời Đông Tấn, trong đó phải kể đến người con thứ bảy là Vương Hiến Chi. Hai cha con họ Vương được người đời xưng tụng là "thảo thánh nhị Vương".
Khoái tuyết thời tình thiếp của Vương Hi Chi, Trung thu thiếp của Vương Hiến Chi và Bá viễn thiếp của Vương Tuân được vua Càn Long xếp vào "Tam hy mặc bảo" (ba vật quý hiếm) và xây dựng Tam hy đường để cất giữ.

## Thư viện

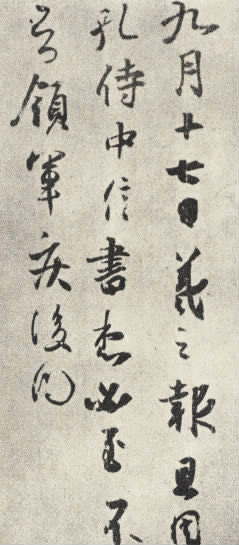
Khổng thị trung thiếp
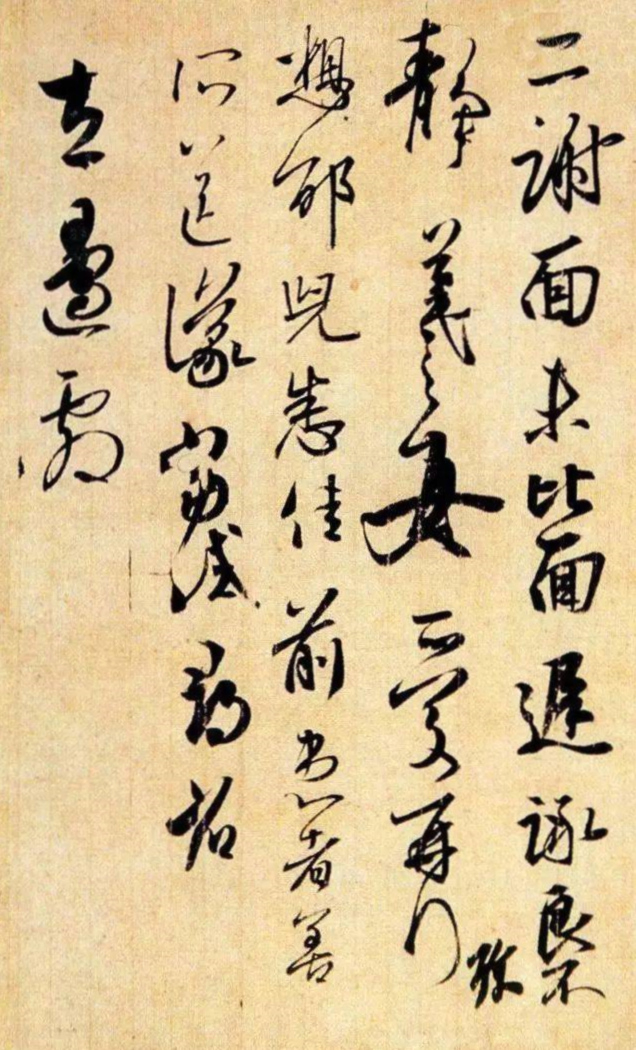
Nhị tạ thiếp
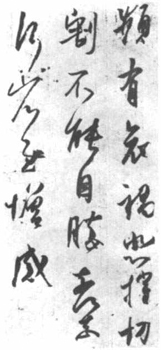
Tần hữu ai họa thiếp
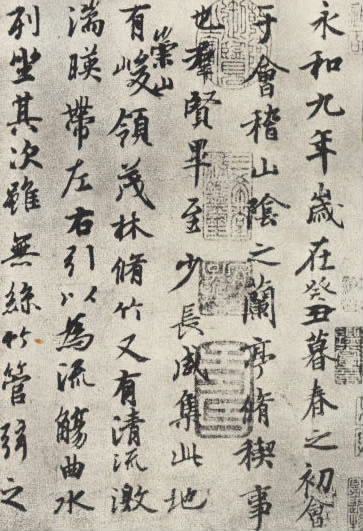
Lan Đình tự (Bản mô của Phùng Thừa Tố thời Đường)
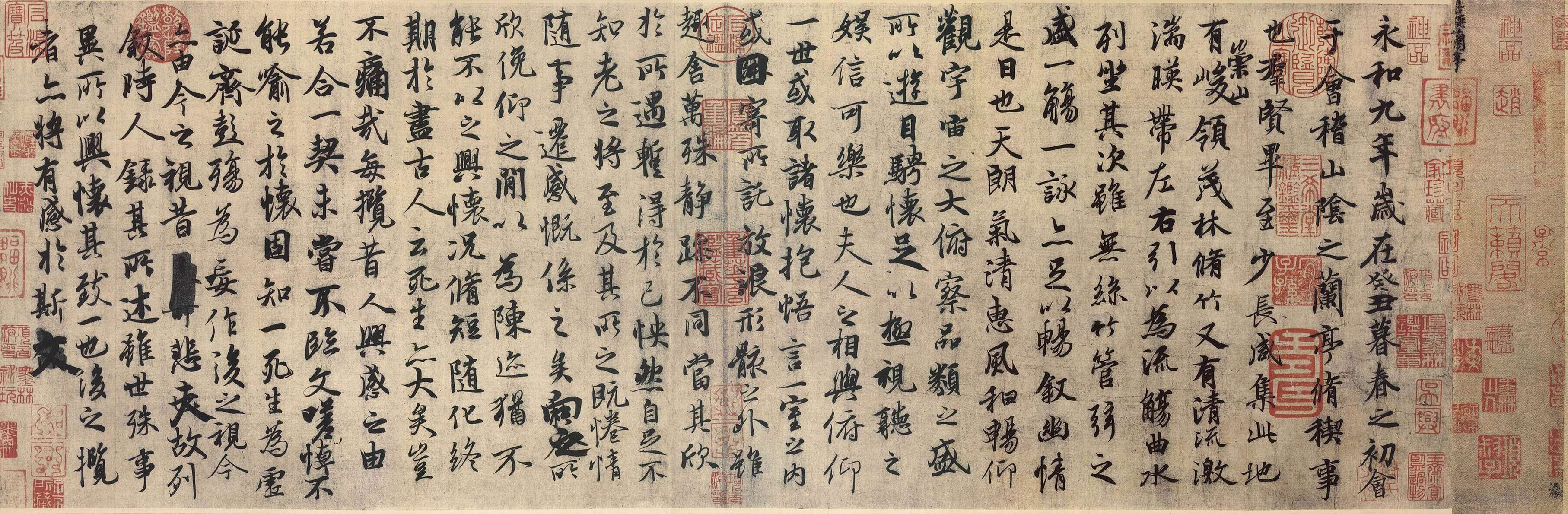
Lan Đình tập tự (Thiên hạ đệ nhất hành thư) (Bản mô của Phùng Thừa Tố)
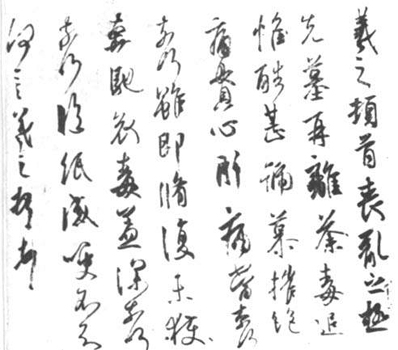
Táng loạn thiếp

## Nhận định
Lương Vũ đế đánh giá thư pháp của ông như sau:
Thế chữ hùng dật như rồng múa ở Thiên Môn, như hổ chầu ở Phượng khuyết, vì vậy là bảo vật của muôn đời, mãi mãi là mẫu mực để người đời học tập.
Theo Đường Thái Tông:
Chữ của Vương Hi Chi tường sát cổ kim, tận thiện tận mỹ.
Các nhà nghiên cứu Trung Quốc cho rằng thành công của Vương Hi Chi ngoài tài năng, khí chất và sự khổ luyện còn có ảnh hưởng của Huyền học và Lão Tử, Trang Tử đối với thời đại mà ông sống.